# 日本酒造組合中央会

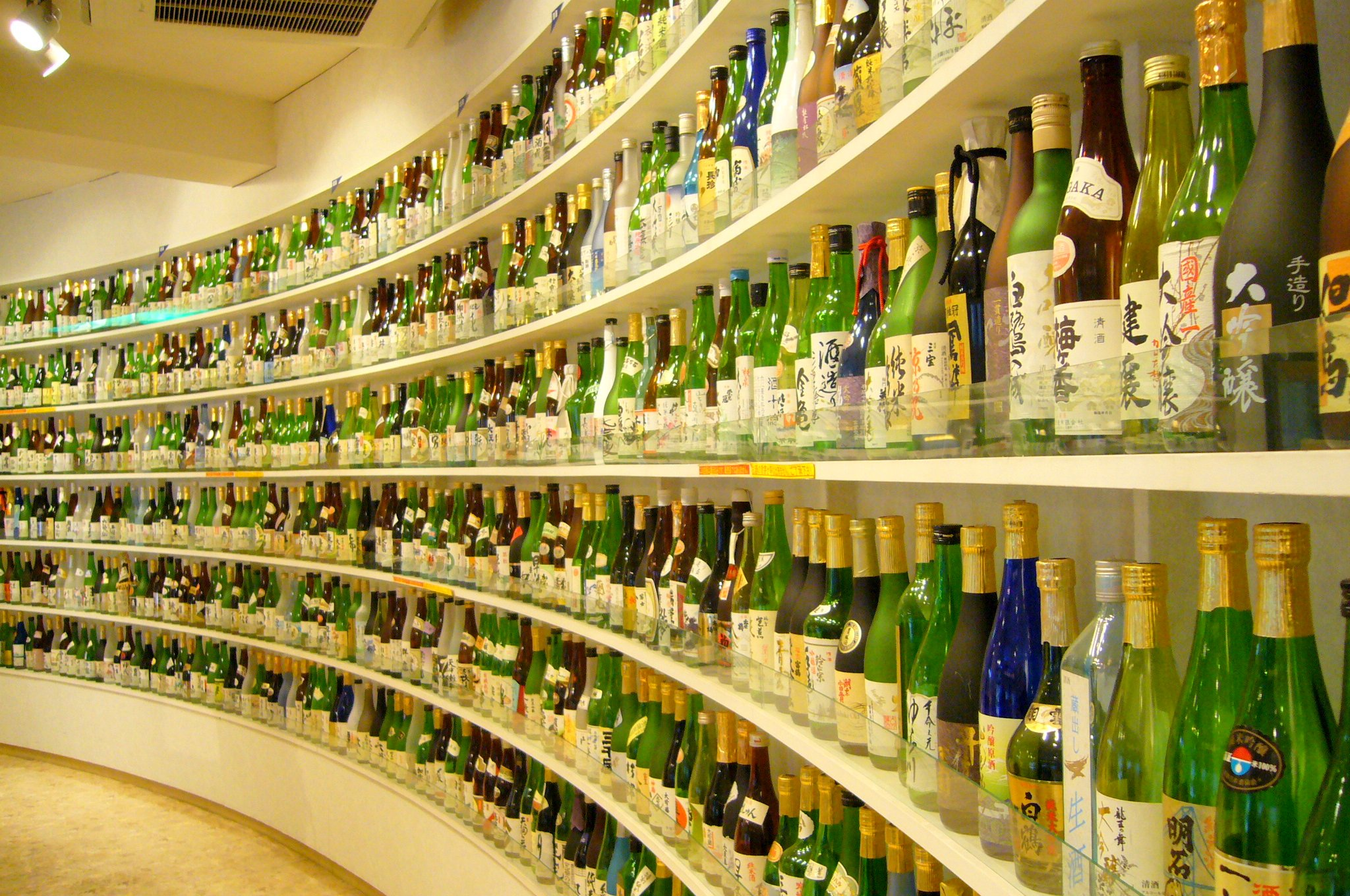
日本の酒情報館に展示されている酒瓶（2007年）

日本酒造組合中央会（にほんしゅぞうくみあいちゅうおうかい、英: 英: Japan Sake & Shochu Makers Association）は、酒税の保全及び酒類業組合等に関する法律に基づき、酒税の保全及び酒類業の取引の安定を図ることを目的として設立された非営利団体。会員は、47都道府県単位の酒造組合40及び酒造組合連合会7で構成されており、令和2年6月9日時点で1,691人の組合員がいる。各都道府県の酒造組合は、いずれも独立した公益法人だが、日本酒造組合中央会の下部組織である。本部は、東京都港区西新橋1丁目6番15号（日本酒造虎ノ門ビル）に存在する。

## 沿革
- 昭和28年（1953年）2月28日 - 酒税の保全及び酒類業組合等に関する法律成立
- 昭和28年（1953年）12月 - 日本酒造組合中央会設立
- 昭和53年（1978年） - 10月1日を「日本酒の日」に制定
- 平成10年（1998年）10月 - 「日本の酒情報館」を西新橋にオープン

## イベント
- 2020年2月、20代限定の参加者が日本酒の魅力を体験するイベント「二十歳からの日本酒 2020 in 渋谷スクランブルスクエア」を開催（会場：渋谷スクランブルスクエア15Fスクランブルホール）